# Conservatoire national supérieur de musique et de danse de Lyon
« Conservatoire de Lyon » redirige ici. Pour les autres significations, voir Conservatoire de Lyon (homonymie).
Le Conservatoire national supérieur de musique et de danse de Lyon (CNSMD de Lyon, ou encore « Conservatoire national supérieur musique et danse » sur son site web) est un établissement public à caractère administratif classé conservatoire national supérieur qui dispense un enseignement professionnel de la musique et de la danse. Il est membre associé de l'université de Lyon.
Il abrite la médiathèque Nadia-Boulanger.

## Historique

### Origines
À la suite du déménagement du conservatoire de musique de Lyon de la rue de l'Angile à la montée de Fourvière, des personnalités lyonnaises telles que René Brot et Simone du Breuil souhaitent dès 1977 transformer les locaux libérés en un conservatoire supérieur et sollicitent le Premier ministre, Raymond Barre, le ministre de la Culture et de la Communication, Jean-Philippe Lecat, et la ville de Lyon.
Le 21 septembre 1978, Raymond Barre officialise la décision de créer à Lyon un second CNSM.
Le 3 août 1979, une association loi de 1901 pour le développement et le rayonnement du Conservatoire national supérieur à Lyon est créée sous la présidence d'Olivier Philip alors préfet du Rhône.
Pierre Cochereau assure la direction de l'établissement à partir du 1er juillet 1979.
L'établissement ouvre ses portes en octobre 1979 avec 46 étudiants répartis dans un nombre de classes limitées (violon, alto, violoncelle, contrebasse, harpe, piano, chef de chœur, histoire de l'art, formation musicale et pratiques collectives). Un deuxième concours d'entrée est organisé en février 1980 pour compléter les effectifs.

### 1980-2009: Conservatoire national supérieur de musique de Lyon
Le Conservatoire national supérieur de musique de Lyon est créé par décret du 18 février 1980.
Les membres du conseil d'administration sont nommés le 19 novembre 1980 et l'inauguration officielle se déroule le 28 novembre 1980 en présence du Premier ministre Raymond Barre.
Le nombre de classes augmente progressivement en s'élargissant aux disciplines suivantes :
- 1980 : flûte, hautbois, clarinette, basson français, cor et écriture musicale ;
- 1981 : trompette, trombone, percussions, accompagnement au piano, ethnomusicologie et pédagogie ;
- 1982 : clavecin.

Le département danse est créé en janvier 1984 et s'installe provisoirement au 40ter rue Vaubecour dans le 2e arrondissement de Lyon.
Après le décès de Pierre Cochereau, Gilbert Amy prend la direction de l'établissement en juin 1984.
En janvier 1985, la classe d'orgue, délocalisée à Toulouse, ouvre sous la direction de Xavier Darasse.
Le 18 février 1988, les nouveaux locaux aménagés au clos des Deux-Amants, quai Chauveau dans le 9e arrondissement de Lyon, sont inaugurés par Raymond Barre, François Léotard, Francisque Collomb et Gilbert Amy.
Outre l'ouverture de classes de chant, basson allemand et tuba, cet emménagement permet la création de deux nouveaux départements à la rentrée suivante :
- le département de musique ancienne conduit par Gérard Geay[7] ;
- le département Sonvs confié à Denis Lorrain et Philippe Manoury, dédié à la composition « sous son double rapport électroacoustique et instrumental ou vocal »[7].

L'atelier instrumental du XXe siècle, futur Atelier XX-21, est créé en 1991, alors que la classe d'orgue rejoint Lyon.
Les studios aménagés pour le département danse au grenier d'abondance sont inaugurés le 5 juin 1993, puis le grand orgue Grenzing de l'amphithéâtre Xavier-Darasse le 16 juin 1993.
La formation diplômante au certificat d'aptitude de professeur de musique ouvre en 1995.
À la suite de la nomination d'Henry Fourès comme directeur en septembre 2000, le projet d'établissement s'oriente vers la création et l'international.
L'atelier d'improvisation est créé sous la houlette de Jacques Di Donato.
En 2003, un diplôme de culture musicale est créé ainsi que la formation diplômante au certificat d'aptitude de professeur de danse.
La classe de musique à l'image ouvre l'année suivante.
À la suite de la réforme licence-master-doctorat, l'organisation des études est remaniée en 2008.

### Depuis 2009: Conservatoire national supérieur de musique et de danse de Lyon
À la suite du décret no 2009-201 du 18 février 2009, la danse fait officiellement son apparition dans le titre de l'établissement qui devient Conservatoire national supérieur de musique et de danse de Lyon.
Cependant, le logotype de l'établissement intègre le « D » de la danse dès 2001,.
Faisant suite à la mise en place de la réforme licence-master-doctorat, le conservatoire met en place des formations de troisième cycle :
- 2011 : un doctorat de musique « Recherche et pratique » avec l'école doctorale no 484 « Lettres, Langues, Linguistique & Arts » ;
- 2012 : un Artist-Diploma permettant « de développer un projet personnalisé dans le domaine de l’interprétation, de la création, de la diffusion artistique », en faisant « une place à l’invention artistique libre, sans formalisation d’une thèse de format universitaire »[13].

En janvier 2013, le CNSMD de Lyon rejoint le Collège des hautes études Lyon sciences, aux côtés de l’École centrale de Lyon, l’École normale supérieure de Lyon, l'Institut d'études politiques de Lyon, l'Institut national d'enseignement supérieur et de recherche en alimentation, santé animale, sciences agronomiques et de l'environnement, puis à partir de 2018 de l'École nationale supérieure des mines de Saint-Étienne.
L'établissement met également en place des programmes internationaux :
- 2014 : CoPeCo (Contemporary Performance and Composition) en coopération avec l'Académie estonienne de musique et de théâtre, la Hochschule für Musik und Theater Hamburg et l'École royale supérieure de musique de Stockholm ;
- 2018 : InMICS (International Master in Composition for Screen) en coopération avec l'Académie royale des beaux-arts de Gand (Haute École de Gand), la faculté de musique de l'Université de Montréal et le Conservatoire Giovanni Battista Martini de Bologne[13].

En septembre 2018, un post-diplôme « Recherche et création artistique » est créé avec l'École nationale supérieure des beaux-arts de Lyon, l'École nationale supérieure des arts et techniques du théâtre, puis à partir de 2019 la CinéFabrique.

## Enseignement

### Généralités
Le CNSMD de Lyon propose un enseignement destiné aux futurs professionnels, accessible sur concours.
Les études s’organisent en trois cycles distincts, s'inscrivant dans schéma LMD, menant à l'obtention des diplômes suivants :
- Premier cycle :
  - diplôme d'État de professeur de musique (diplôme national), disciplines accompagnement, création musicale contemporaine, culture musicale, direction d'ensembles, écriture et enseignement instrumental ou vocal[14],
  - diplôme de premier cycle supérieur métiers de la culture musicale (diplôme d'établissement),
  - diplôme national supérieur professionnel de danseur (diplôme national)[14],
  - diplôme national supérieur professionnel de musicien (diplôme national), disciplines chef d’ensembles vocaux et instrumentaux, instrumentiste-chanteur et métiers de la création musicale[14],
  - licence arts, lettres, langues (diplôme national de licence délivré par l'université Lumière Lyon 2), mentions musicologie et arts du spectacle vivant ;
- Deuxième cycle :
  - certificat d'aptitude aux fonctions de professeur de danse (diplôme national), disciplines danse classique, danse contemporaine et danse jazz[14],
  - certificat d'aptitude aux fonctions de professeur de musique (diplôme national), disciplines accompagnement, création musicale contemporaine, culture musicale, direction d'ensembles, écriture, enseignement instrumental ou vocal et formation musicale[14],
  - diplôme de deuxième cycle supérieur métiers de la création musicale (diplôme d'établissement valant grade de master)[14],
  - diplôme de deuxième cycle supérieur métiers de la culture musicale (diplôme d'établissement valant grade de master)[14],
  - diplôme de deuxième cycle supérieur musicien-interprète (diplôme d'établissement valant grade de master)[14],
  - diplôme de deuxième cycle supérieur musicien-performeur (diplôme d'établissement valant grade de master)[14],
  - diplôme de deuxième cycle supérieur pédagogie, enseignement musique (diplôme d'établissement valant grade de master)[14] ;
- Troisième cycle :
  - Artist-diploma CréationS (diplôme d'établissement),
  - Artist-diploma violon soliste (diplôme d'établissement),
  - doctorat de musique recherche et pratique (diplôme national de doctorat délivré par l'Université de Lyon).

## Affaire judiciaire
À la suite de trois plaintes, en 2023, d'étudiantes du conservatoire national supérieur de musique et de danse de Lyon, où Jean Tubéry est professeur,, ce dernier est condamné, en juin 2024, à six mois de prison avec sursis,  pour des « propos à connotation sexuelle imposés de manière répétée » dans le cadre d’une position d’autorité,. Jean Tubéry fait appel de sa condamnation considérant qu'il s'agit d'une erreur judiciaire.

## Campus

### 1979-1988: rue de l'Angile
Le conservatoire est initialement installé rue de l'Angile, dans le 5e arrondissement, à l'arrière du Palais Bondy.
Ces locaux venaient d'être libérés par le conservatoire de musique de Lyon, futur conservatoire national de région puis conservatoire à rayonnement régional, transféré dans la montée de Fourvière. Outre la salle Witkowski et la salle Molière, les locaux sont étroits et sont un frein au développement de l'établissement.

### Depuis 1988: clos des Deux-Amants
Le site principal de l'établissement est situé depuis 1988 au nord du quartier du Vieux Lyon, quai Chauveau, dans le 9e arrondissement de Lyon.
Ces bâtiments historiques du clos des Deux-Amants, dont l'agencement actuel est dû à l’architecte Chabrol (milieu du XIXe siècle), abritèrent précédemment une communauté religieuse, le Couvent des Dames de Sainte-Élisabeth (XVIIe siècle), puis après la Révolution l'École nationale vétérinaire de Lyon.
À la suite d'un concours d'architecte lancé le 24 novembre 1982 remporté par Espace Construit, ils furent rénovés entre 1985 et 1988 ; la première pierre fut posée par Jack Lang le 28 novembre 1985.
Ils abritent notamment 110 salles d’enseignement pour la musique, un auditorium de 280 places, un petit auditorium de 50 places, un amphithéâtre accueillant le grand orgue Grenzing, des studios de composition et la médiathèque Nadia-Boulanger.

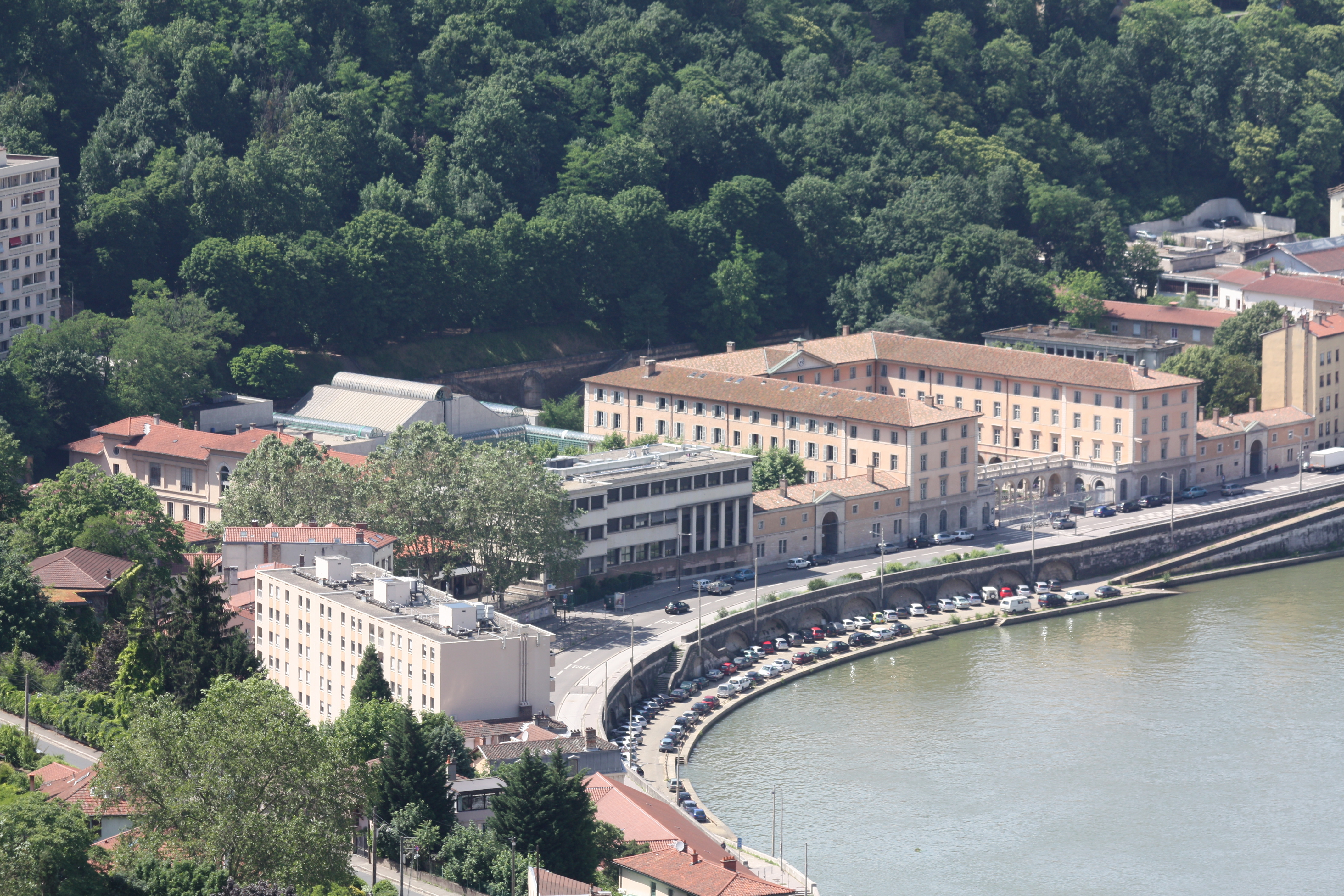
Vue depuis les toits de la basilique Notre-Dame de Fourvière
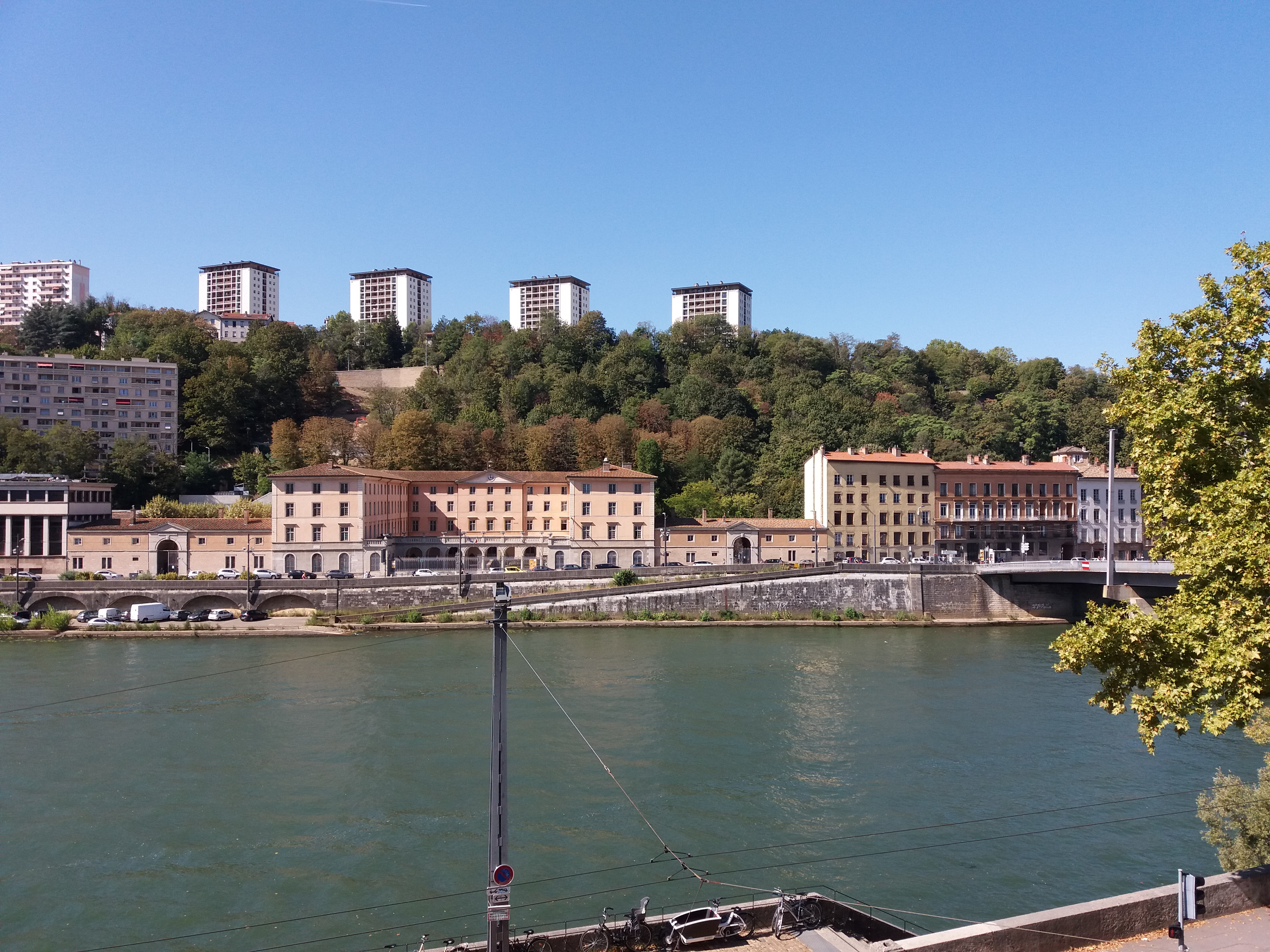
Vue depuis du quai Saint-Vincent
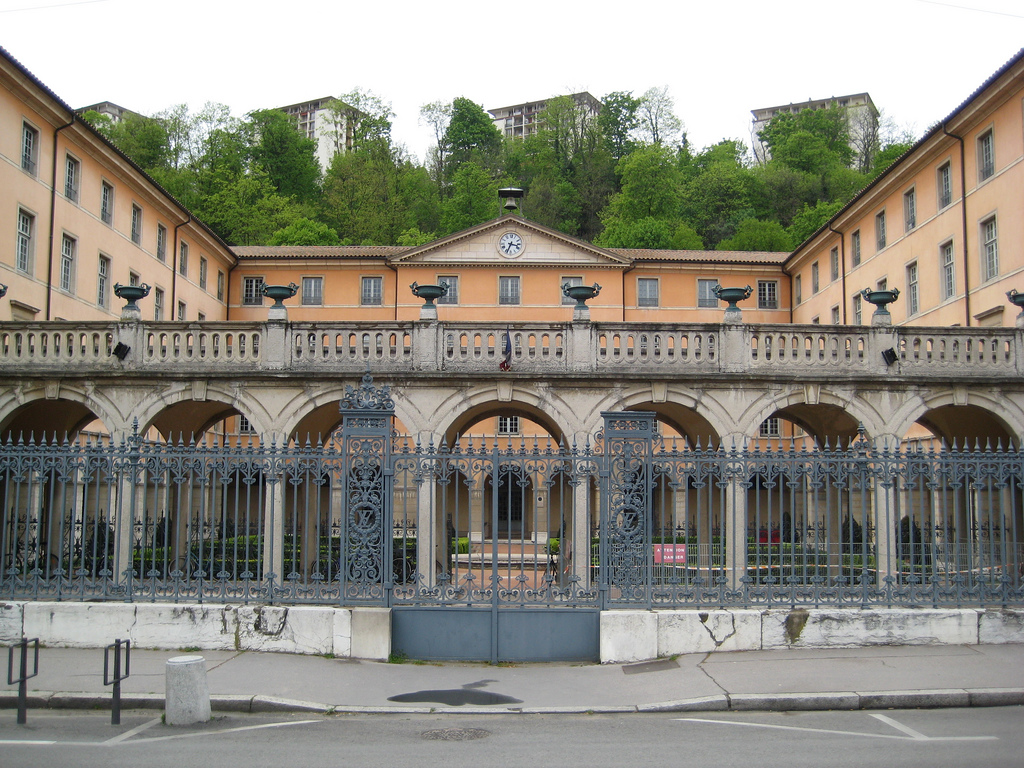
Façade principale
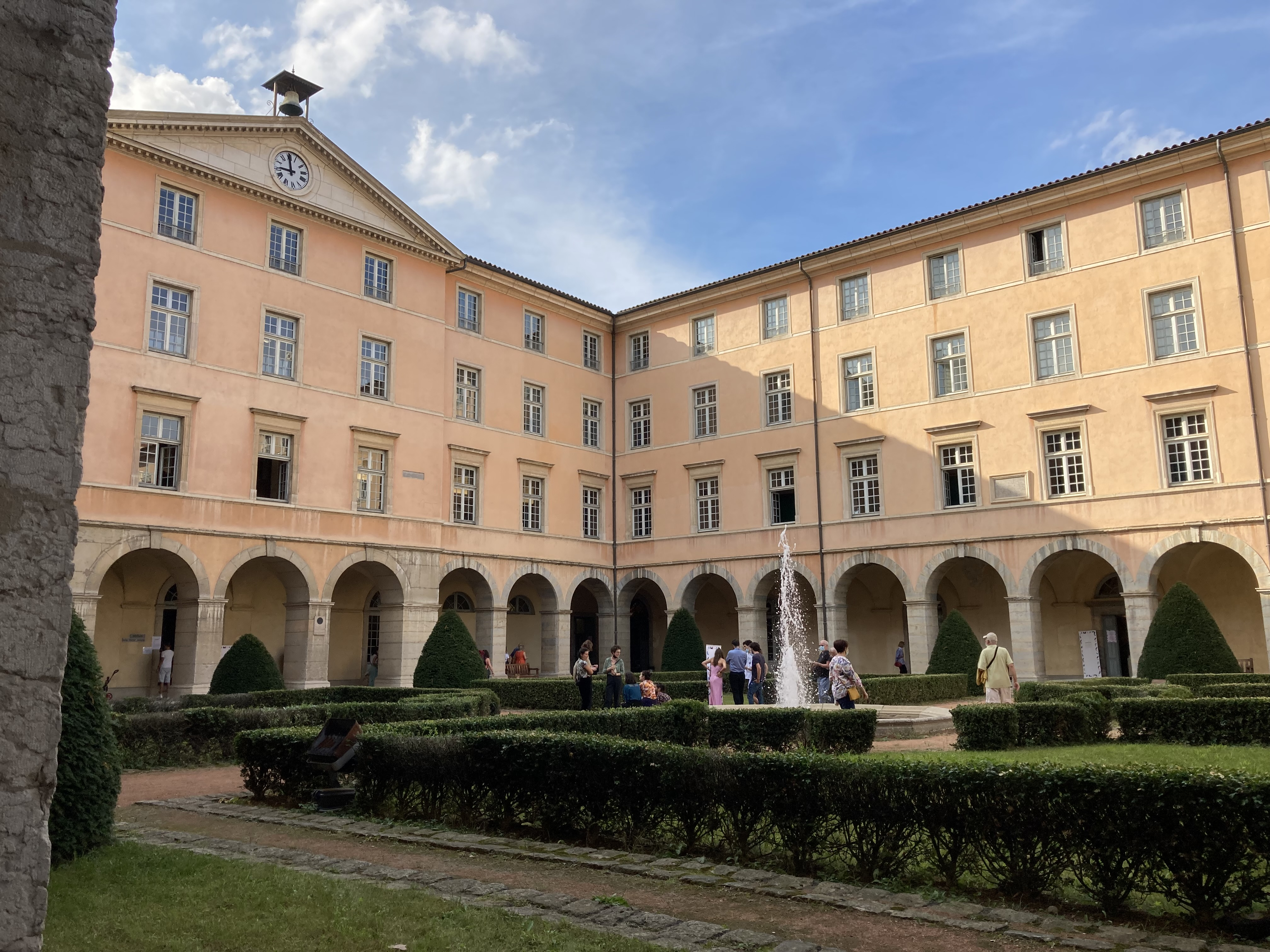
Cour du cloître
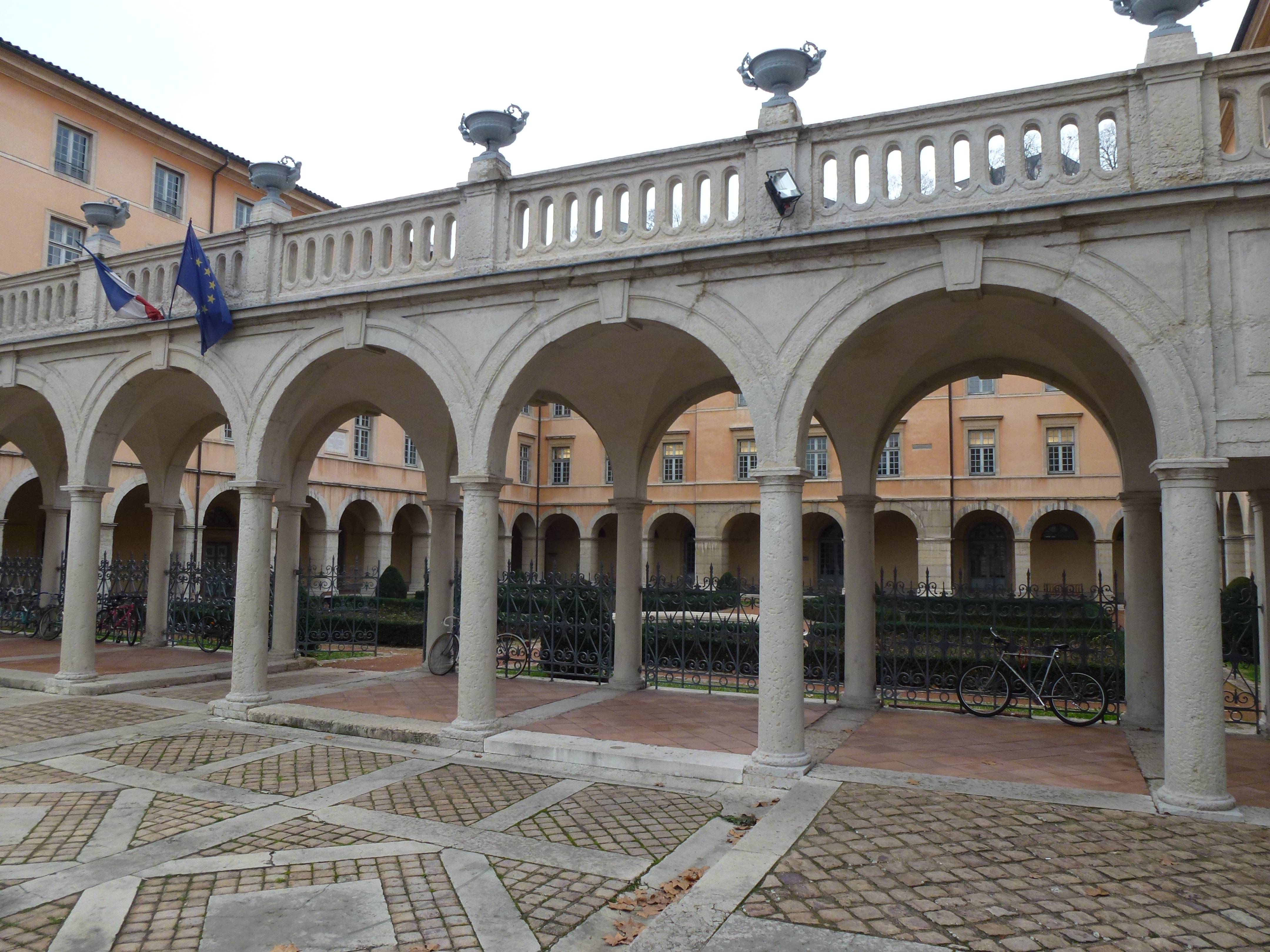
Détail du portique
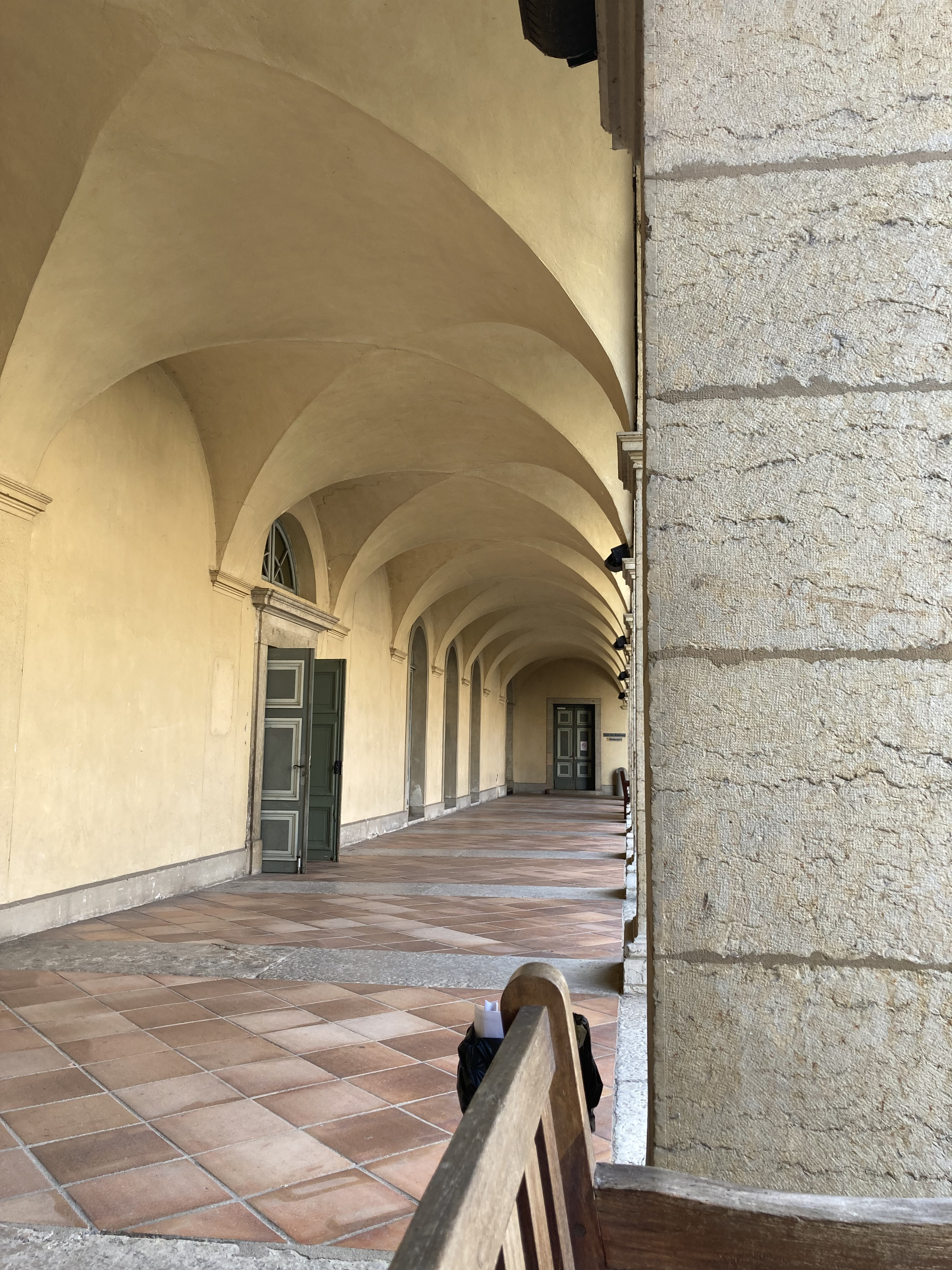
Galerie du cloître
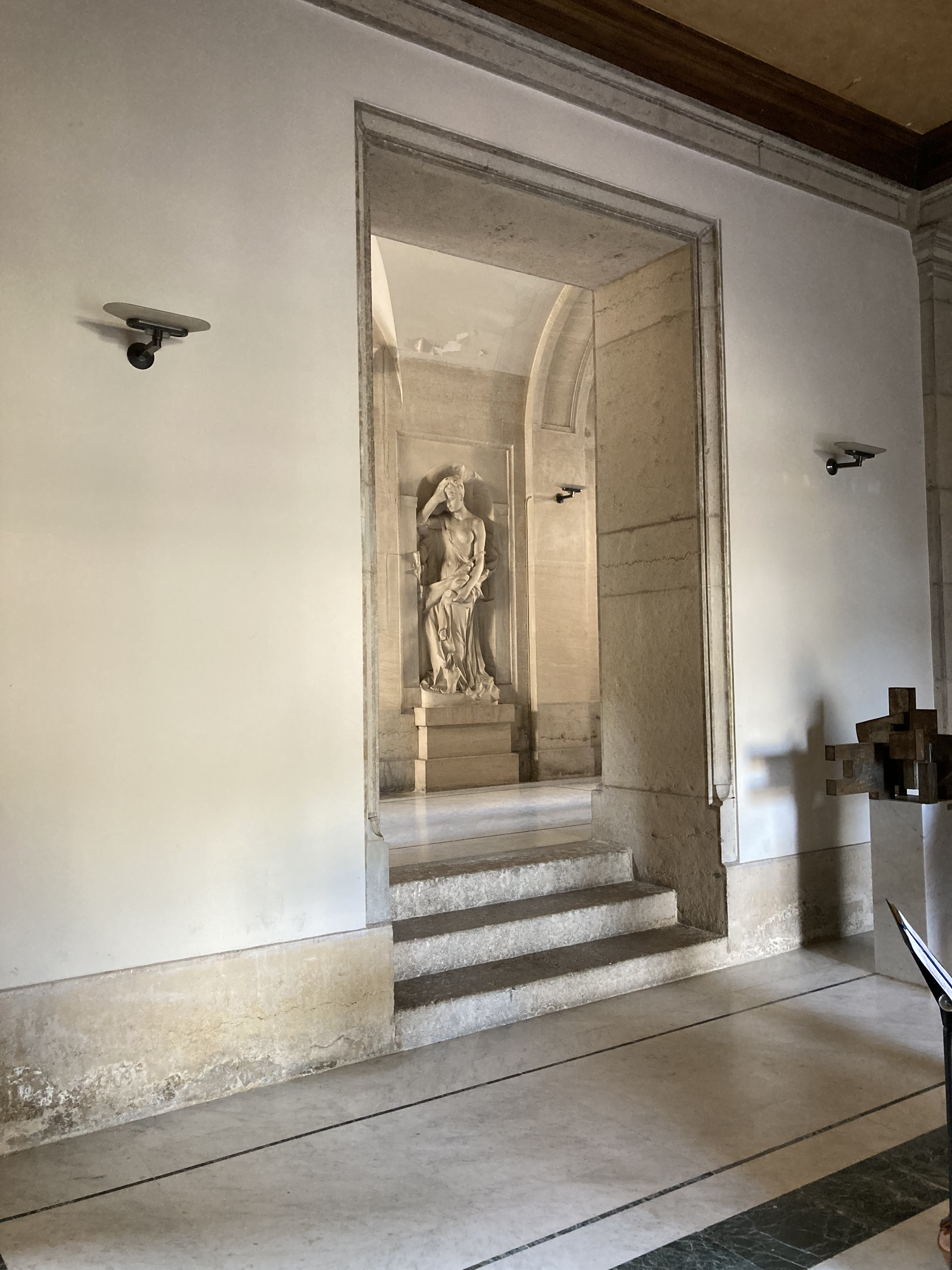
Statue dans l'atrium
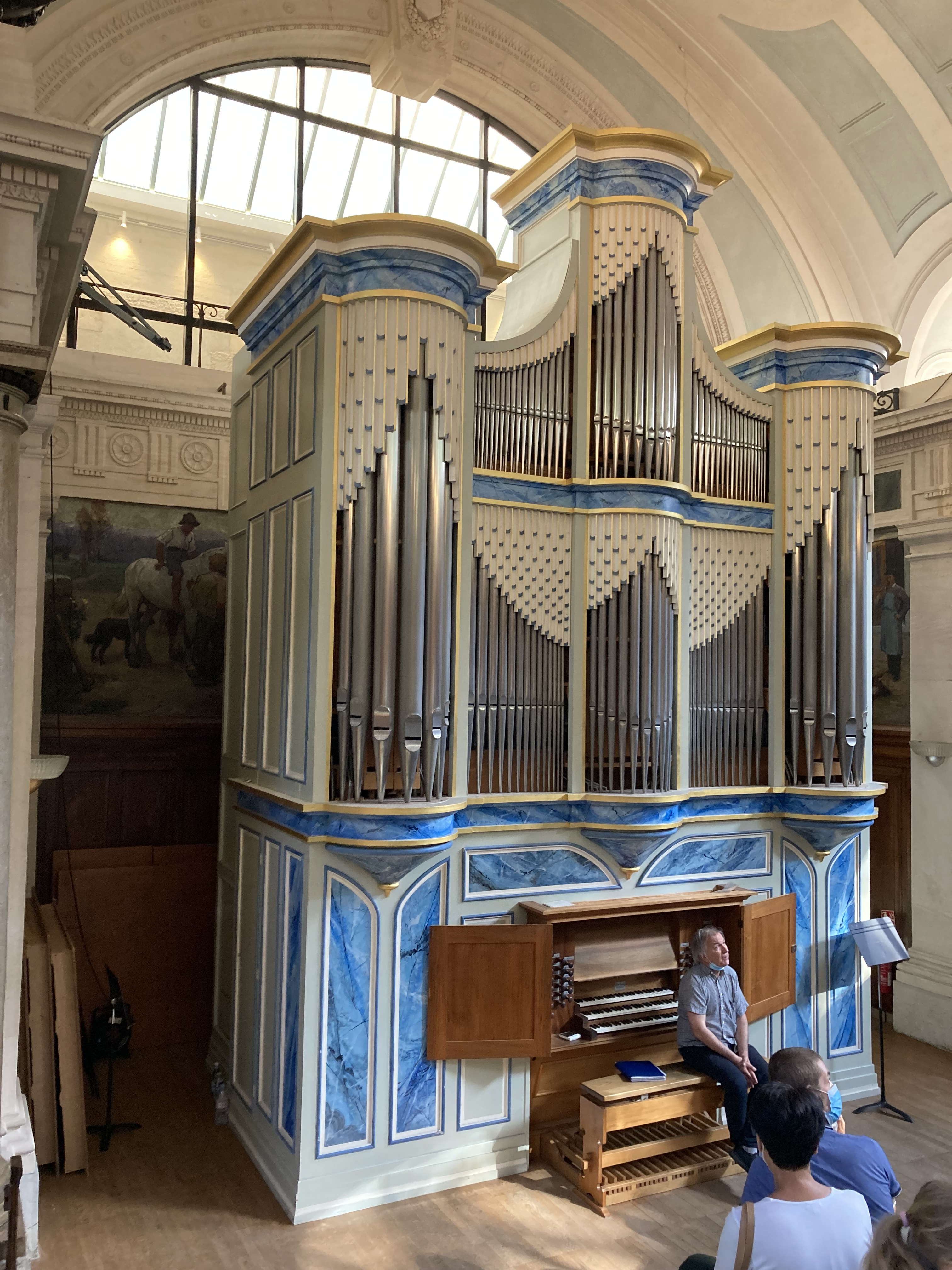
Grand orgue Grenzing
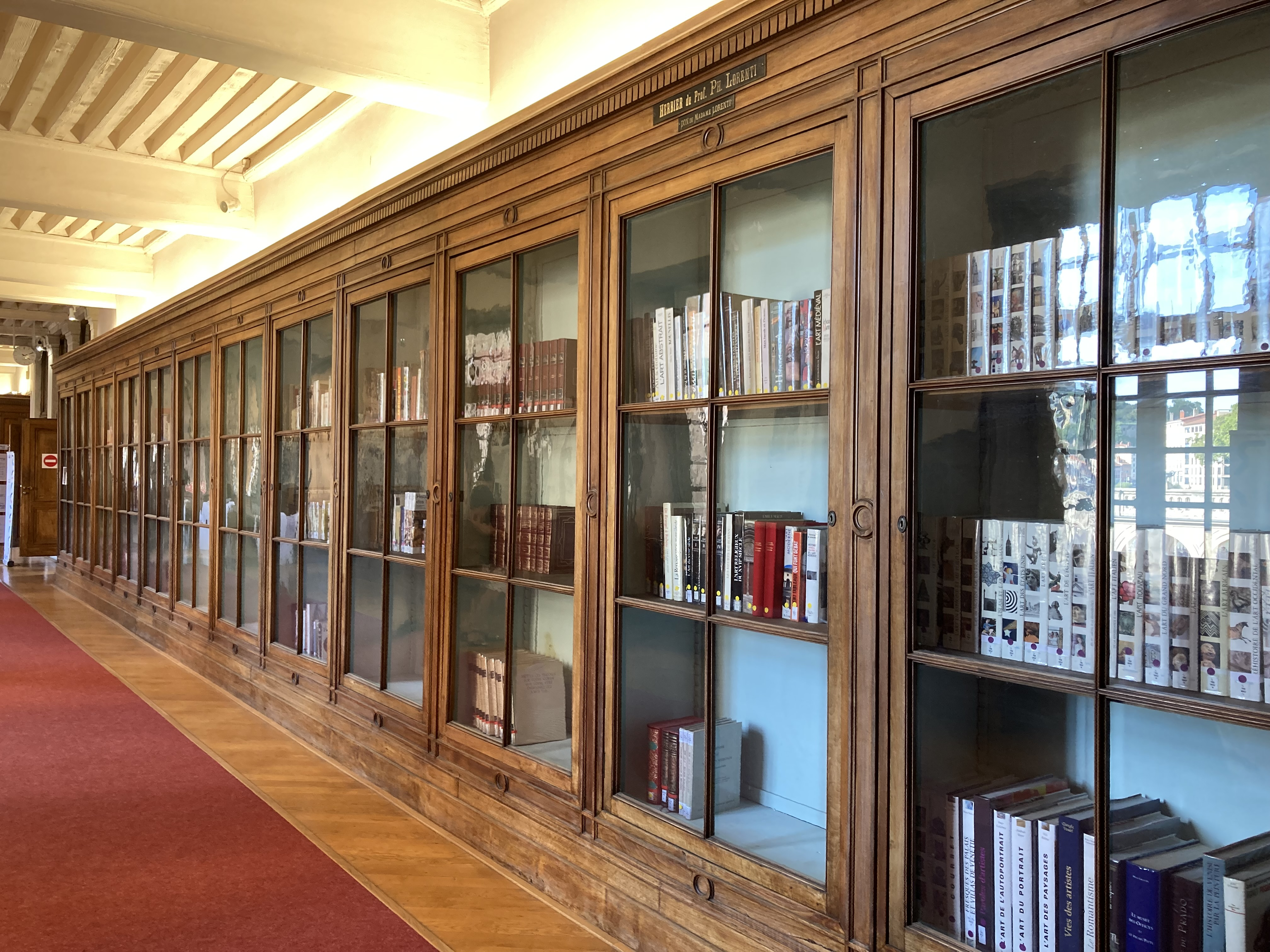
Couloir
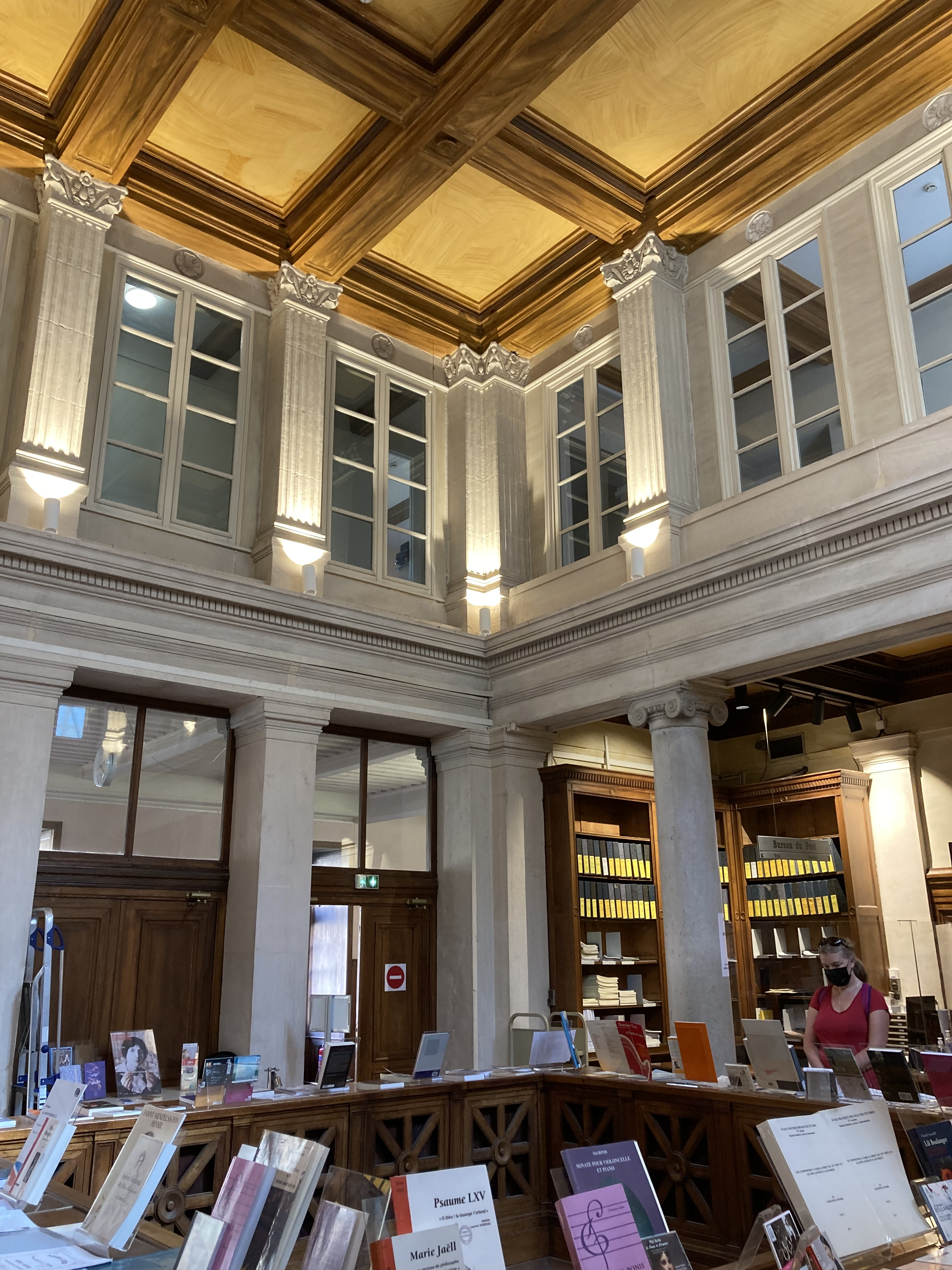
Médiathèque Nadia-Boulanger

### Depuis 1993: grenier d'abondance
Depuis 1993, le département danse occupe des studios aménagés au grenier d'abondance, quai Saint-Vincent, sur la rive gauche de la Saône, au pied de la Croix-Rousse, quasiment en face du site principal.
Le conservatoire y dispose initialement de quatre studios de danse et y partage les locaux avec la direction régionale des Affaires culturelles d'Auvergne-Rhône-Alpes.

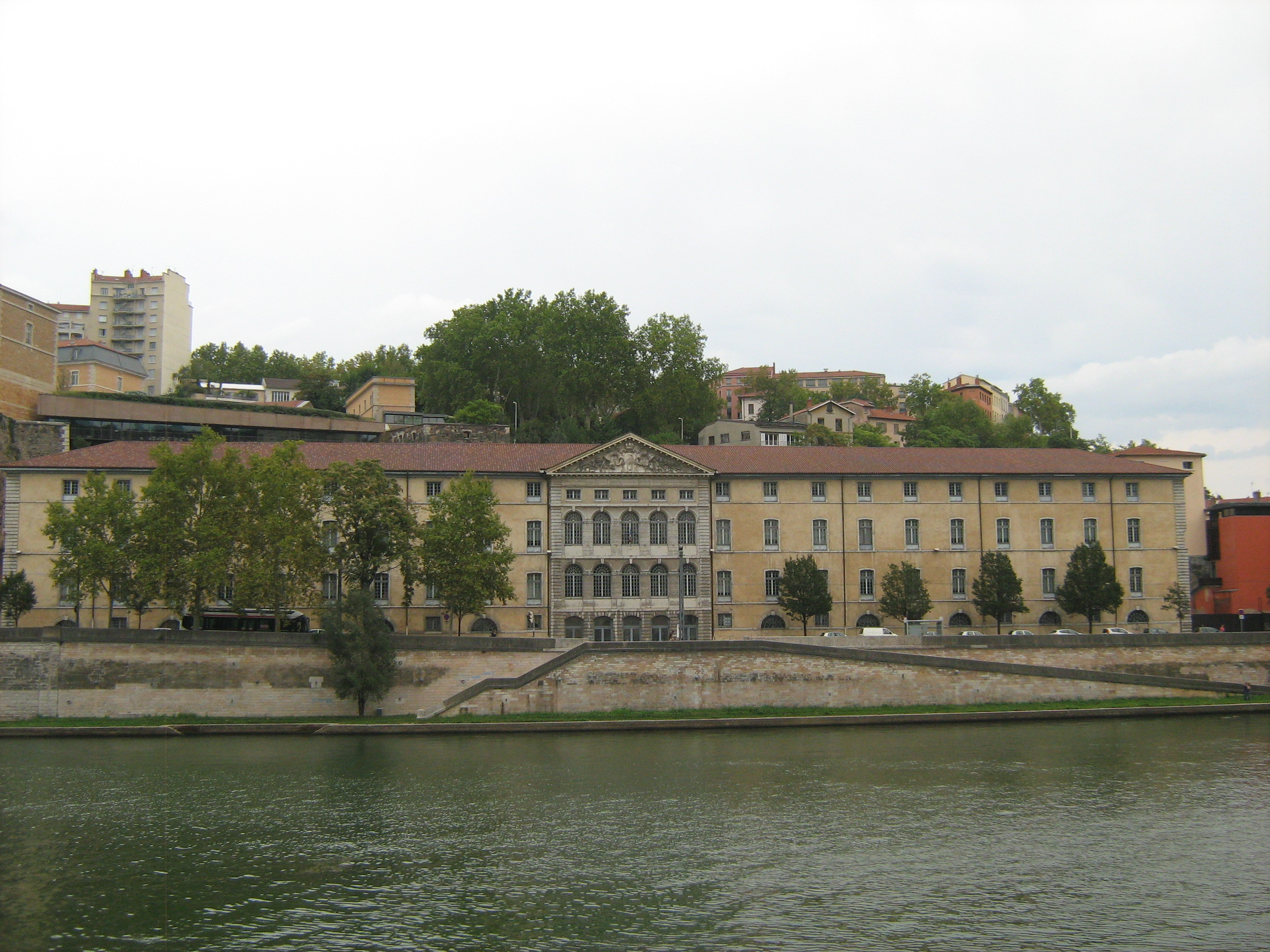
Façade principale
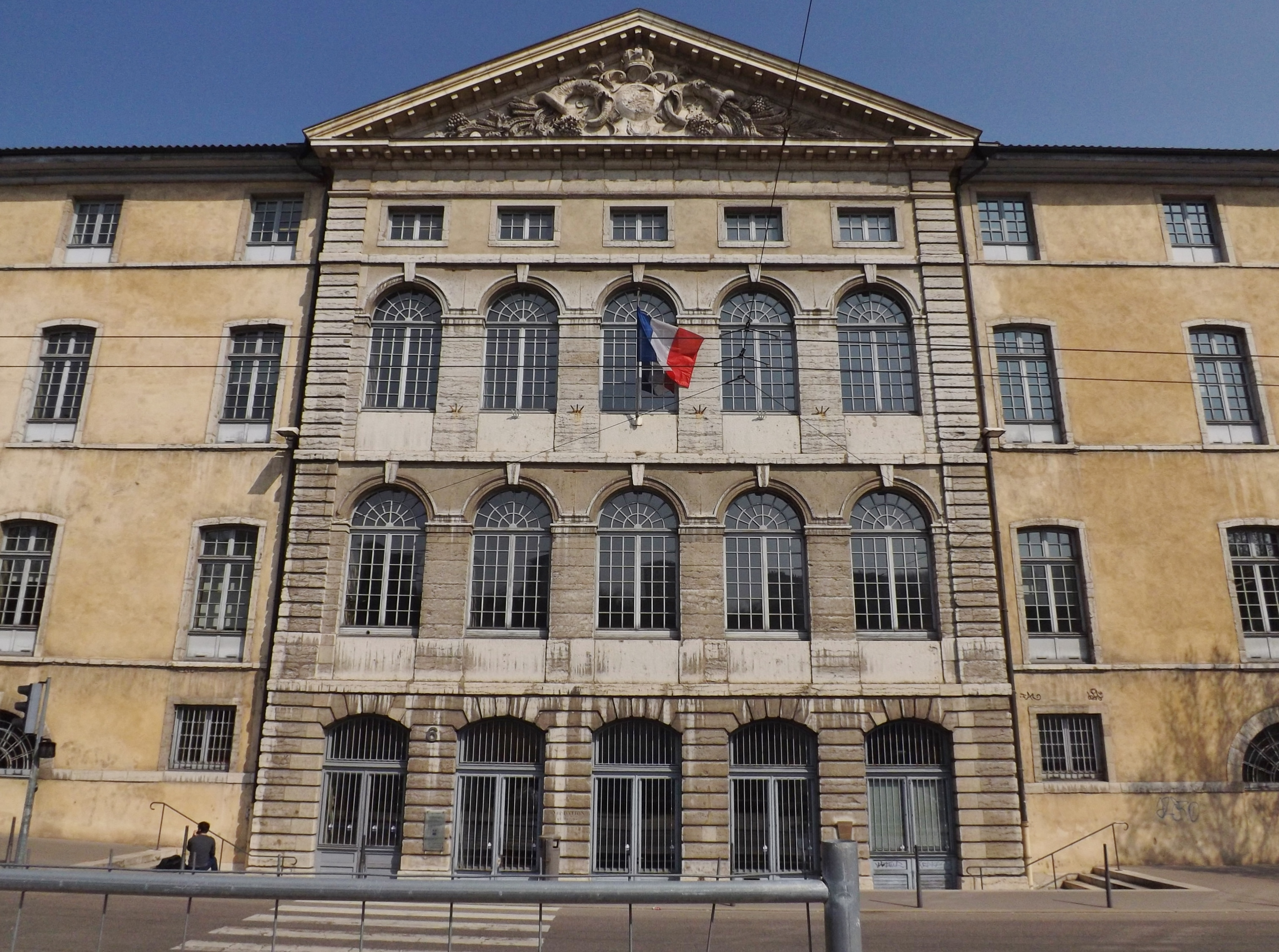
Avant-corps central en façade
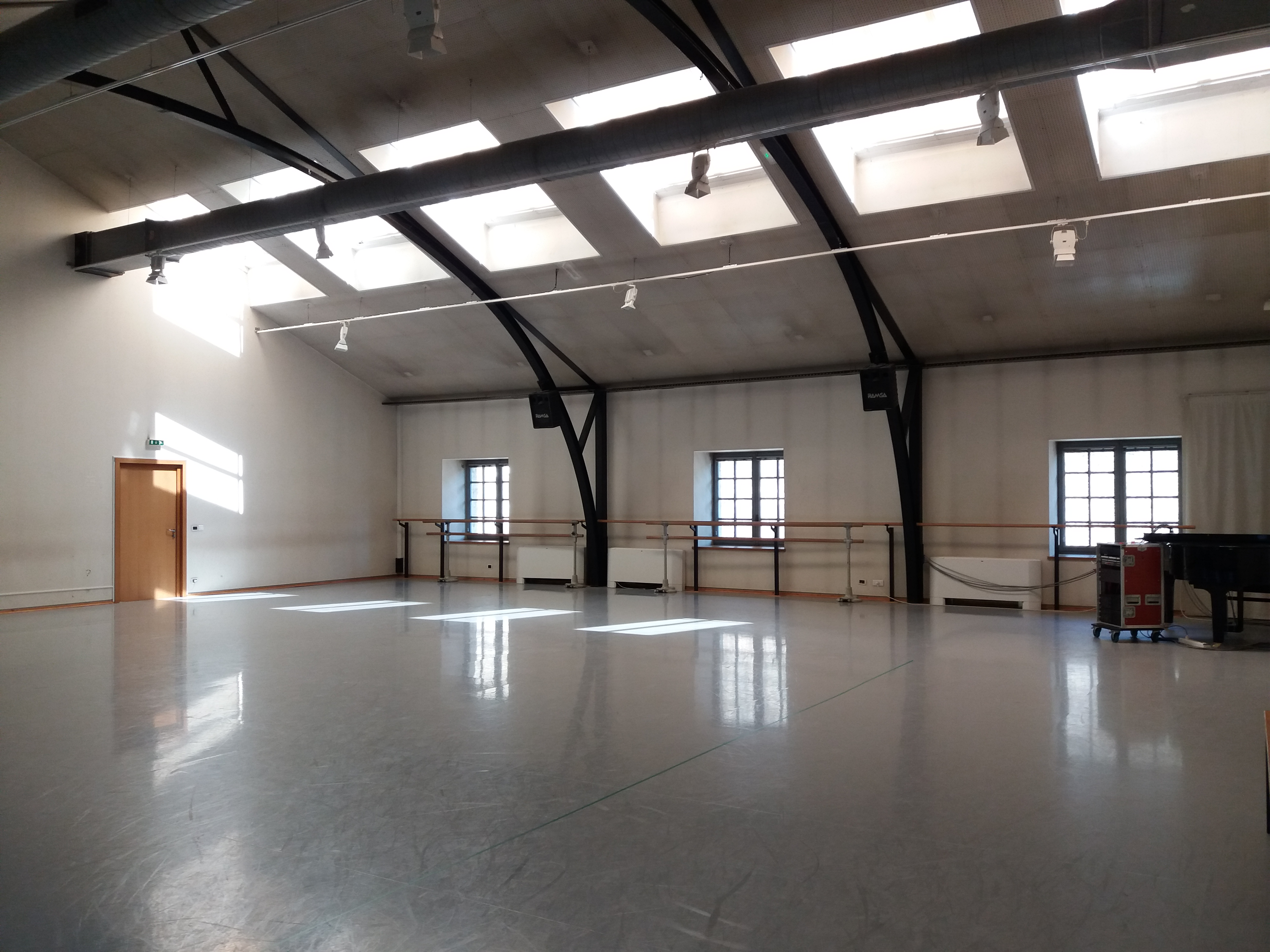
Studio de danse
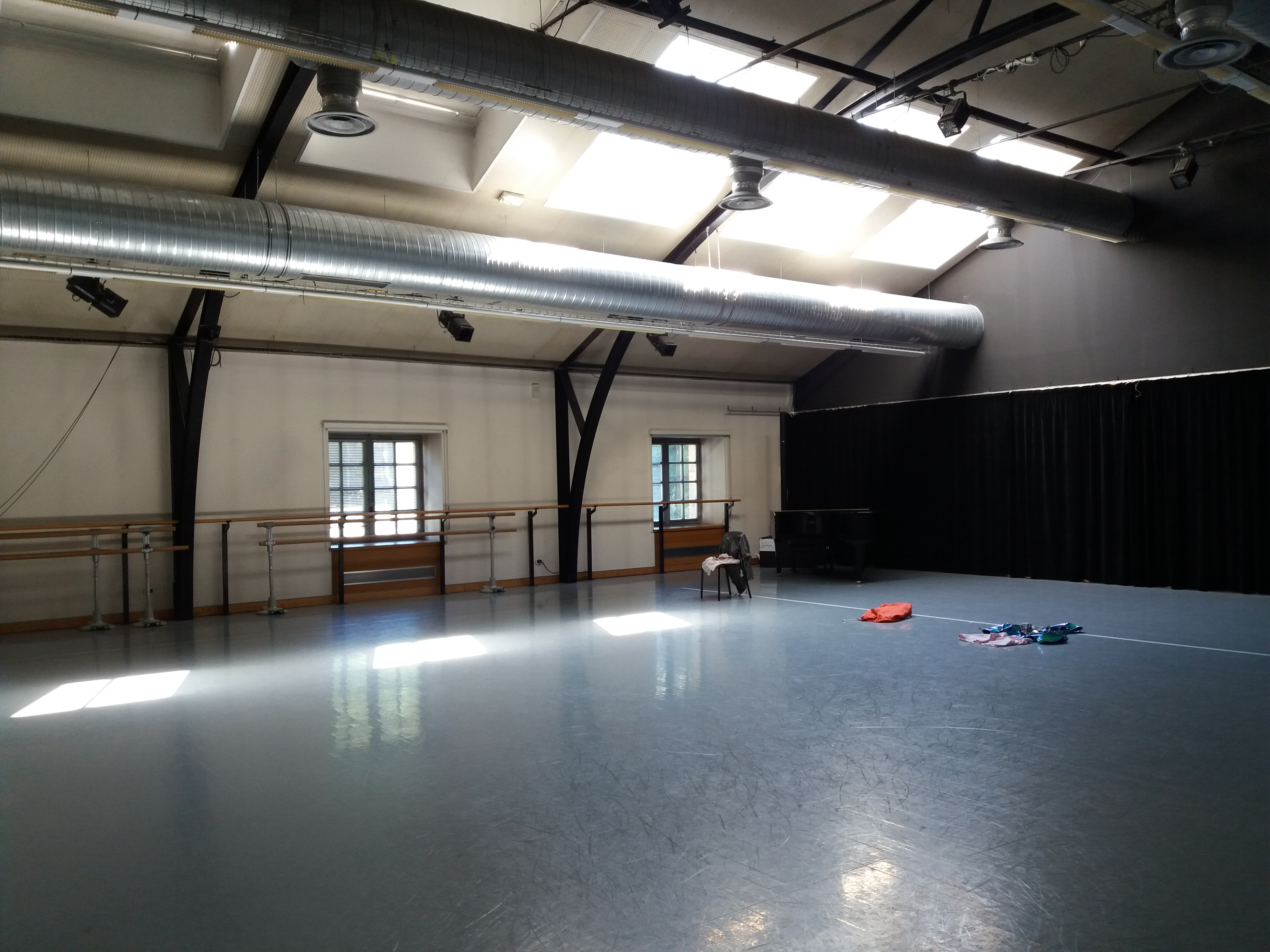
Studio de danse

## Organisation
Le décret no 2009-201 du 18 février 2009 prévoit que le CNSMD de Lyon est un établissement public à caractère administratif placé sous la tutelle du ministère de la Culture, exercée par la direction générale de la Création artistique. 

### Conseil d'administration
L'établissement est administré par un conseil d'administration dont le président est nommé par décret pour un mandat de trois ans renouvelable.
| Nom                | Début du mandat    | Fin du mandat     | Références |
| ------------------ | ------------------ | ----------------- | ---------- |
| Pierre Doueil      | 20 novembre 1980   | 19 novembre 1983  | [ 24 ]     |
| Francis Jeanson    | 31 octobre 1984    | 30 octobre 1987   | [ 25 ]     |
| Hugues Taÿ         | 22 janvier 1988    | 14 mai 1994       | ,          |
| Michel Cusin       | 1er septembre 1994 | 31 août 1997      | [ 28 ]     |
| Roland Tissot      | 5 mai 1998         | 28 novembre 2000  | [ 29 ]     |
| Daniel Goudineau   | 29 novembre 2000   | 22 juin 2010      | ,          |
| Yves Rolland       | 23 juin 2010       | 22 juin 2013      | [ 34 ]     |
| Catherine Tsekenis | 21 février 2014    | 30 juin 2019      | ,          |
| Anne Poursin       | 16 décembre 2019   | 23 septembre 2021 | [ 37 ]     |
| Carine Soulay      | 8 février 2022     | 7 février 2025    | [ 38 ]     |

### Direction
L'établissement est dirigé par un directeur, nommé pour une durée de trois ans renouvelable deux fois par arrêté du ministre chargé de la culture et assisté par un conseil pédagogique.
| Nom              | Début du mandat    | Fin du mandat    | Références |
| ---------------- | ------------------ | ---------------- | ---------- |
| Pierre Cochereau | 18 février 1980    | 6 mars 1984      |            |
| Gilbert Amy      | 1er juin 1984      | 31 août 2000     | ,          |
| Henry Fourès     | 1er septembre 2000 | 31 août 2009     | ,          |
| Géry Moutier     | 1er septembre 2009 | 7 octobre 2018   | ,          |
| Mathieu Ferey    | 2 janvier 2019     | 1er janvier 2025 | ,          |

### Direction pédagogique
Le comité de direction comprend trois directeurs pédagogiques : Susanne van Els, directrice des études musicales, Kylie Walters, directrice des études chorégraphiques, et Anne de Fornel, directrice de la recherche. Les enseignements sont regroupés dans douze départements pédagogiques placés sous la responsabilité de chefs de département :
- Danse ;
- Bois (Jérôme Guichard) ;
- Claviers (NN) ;
- Cordes (Françoise Gnéri) ;
- Cuivres (David Guerrier) ;
- Voix et direction de chœur (Laurent Pillot) ;
- Musique ancienne (Anne Delafosse) ;
- Musique de chambre (Fabrice Le Bihan) ;
- Création musicale (Jean Geoffroy) ;
- Culture musicale (NN) ;
- Pédagogie :
  - Formation à l'enseignement de la musique (Karine Hahn),
  - Formation à l'enseignement de l'art chorégraphique (Anahi Renaud).

### Textes officiels

#### Création et statuts
- France. « Décret no 80-153 du 18 février 1980 portant création à Lyon d'un Conservatoire national supérieur de musique » [lire en ligne]
- France. « Décret no 80-154 du 18 février 1980 portant statut des Conservatoires nationaux supérieurs de musique de Paris et de Lyon » [lire en ligne]
- France. « Décret no 2009-201 du 18 février 2009 portant statut des conservatoires nationaux supérieurs de musique et de danse de Paris et de Lyon » [lire en ligne]

#### Nominations présidence
- France. « Décret du 20 novembre 1980 M. Doueil Pierre est nommé président du conseil d'administration du Conservatoire national supérieur de musique de Lyon » [lire en ligne]
- France. « Décret du 31 octobre 1984 M. Jeanson Francis est nommé président du conseil d'administration du Conservatoire national supérieur de musique de Lyon » [lire en ligne]
- France. « Décret du 22 janvier 1988 portant nomination du président du conseil d'administration du Conservatoire national supérieur de musique de Lyon » [lire en ligne]
- France. « Décret du 15 mai 1991 portant nomination du président du conseil d'administration du Conservatoire national supérieur de musique de Lyon » [lire en ligne]
- France. « Décret du 1er septembre 1994 portant nomination du président du conseil d'administration du Conservatoire national supérieur de musique de Lyon » [lire en ligne]
- France. « Décret du 5 mai 1998 portant nomination du président du conseil d'administration du Conservatoire national supérieur de musique de Lyon » [lire en ligne]
- France. « Décret du 29 novembre 2000 portant nomination du président du conseil d'administration du Conservatoire national supérieur de musique de Lyon » [lire en ligne]
- France. « Décret du 16 juillet 2004 portant nomination du président du conseil d'administration du Conservatoire national supérieur de musique de Lyon » [lire en ligne]
- France. « Décret du 21 août 2007 portant nomination du président du conseil d'administration du Conservatoire national supérieur de musique de Lyon - M. Goudineau (Daniel) » [lire en ligne]
- France. « Décret du 29 mai 2009 portant nomination du président du conseil d'administration du Conservatoire national supérieur de musique et de danse de Lyon - M. Goudineau (Daniel) » [lire en ligne]
- France. « Décret du 23 juin 2010 portant nomination du président du conseil d'administration du Conservatoire national supérieur de musique et de danse de Lyon - M. Rolland (Yves) » [lire en ligne]
- France. « Décret du 21 février 2014 portant nomination de la présidente du conseil d'administration du Conservatoire national supérieur de musique et de danse de Lyon - Mme TSEKENIS (Catherine) » [lire en ligne]
- France. « Décret du 13 mars 2017 portant nomination de la présidente du conseil d'administration du Conservatoire national supérieur de musique et de danse de Lyon - Mme TSEKENIS (Catherine) » [lire en ligne]
- France. « Décret du 16 décembre 2019 portant nomination de la présidente du conseil d'administration du Conservatoire national supérieur de musique et de danse de Lyon » [lire en ligne]
- France. « Décret du 8 février 2022 portant nomination de la présidente du conseil d'administration du Conservatoire national supérieur de musique et de danse de Lyon - Mme SOULAY (Carine) » [lire en ligne]

#### Nominations direction
- France. « Décret du 11 mai 1984 nommant le directeur du Conservatoire national supérieur de musique de Lyon » [lire en ligne]
- France. « Décret du 20 décembre 1989 portant nomination du directeur du Conservatoire national supérieur de musique de Lyon » [lire en ligne]
- France. « Décret du 1er septembre 1994 portant renouvellement dans des fonctions du directeur du Conservatoire national supérieur de musique de Lyon » [lire en ligne]
- France. « Décret du 27 novembre 1997 portant renouvellement dans ses fonctions du directeur du Conservatoire national supérieur de musique de Lyon » [lire en ligne]
- France. « Décret du 24 août 2000 portant nomination du directeur du Conservatoire national supérieur de musique de Lyon » [lire en ligne]
- France. « Décret du 3 octobre 2003 portant nomination du directeur du Conservatoire national supérieur de musique de Lyon » [lire en ligne]
- France. « Décret du 5 décembre 2006 portant nomination du directeur du Conservatoire national supérieur de musique de Lyon - M. Fourès (Henry) » [lire en ligne]
- France. « Décret du 26 août 2009 portant cessation de fonctions et nomination du directeur du Conservatoire national supérieur de musique et de danse de Lyon » [lire en ligne]
- France. « Décret du 14 septembre 2012 portant nomination du directeur du Conservatoire national supérieur de musique et de danse de Lyon - M. Moutier (Géry) » [lire en ligne]
- France. « Décret du 8 octobre 2015 portant nomination du directeur du Conservatoire national supérieur de musique et de danse de Lyon - M. MOUTIER (Géry) » [lire en ligne]
- France. « Arrêté du 2 janvier 2019 portant nomination du directeur du Conservatoire national supérieur de musique et de danse de Lyon » [lire en ligne]
- France. « Arrêté du 20 décembre 2021 portant nomination du directeur du Conservatoire national supérieur de musique et de danse de Lyon » [lire en ligne]

#### Accréditations
- France. « Arrêté du 22 juillet 2021 accréditant le Conservatoire national supérieur de musique et de danse de Lyon en vue de la délivrance de diplômes conférant un grade universitaire et de diplômes nationaux » [lire en ligne]